# Clément Champoussin
Clément Champoussin   (Niça, 29 de maig de 1998) és un ciclista francès, professional des del 2020. Actualment corre a l'equip XDS Astana Team.
En el seu palmarès destaca una victòria d'etapa a la Volta a Espanya de 2021.

## Palmarès
- 2019
  - 1r al Giro del Friül-Venècia Júlia i vencedor d'una etapa
  - 1r a la Transversale des As de l'Ain
  - 1r a la Cirié-Pian della Mussa
- 2021
  - Vencedor d'una etapa a la Volta a Espanya
- 2023
  - Vencedor d'una etapa a l'Arctic Race of Norway
- 2024
  - 1r al Giro de Toscana

### Resultats a la Volta a Espanya
- 2020. 31è de la classificació general
- 2021. 16è de la classificació general. Vencedor d'una etapa
- 2022. 32è de la classificació general

### Resultats al Giro d'Itàlia
- 2021. Abandona (9a etapa)

### Resultats al Tour de França
- 2023. 51è de la classificació general
- 2024. 101è de la classificació general

## Enllaçox externs
- Fitxa a cyclebase.nl
- Fitxa a cqranking.com
- Clément Champoussin a ProCyclingStats
- Fitxa a siteducyclisme.net